# 高畠久
高畠 久 (たかばたけ ひさし、1939年7月16日 - ）は  日本の編集者、脚本家、映画プロデューサー。
樺太出身。洛星中学校・高等学校、早稲田大学文学部演劇科卒業。1962年東宝に入社。「権藤利英」のペンネームで松竹映画『夜の片鱗』の脚本を執筆。1967年東宝退社。1975年、企画制作プロを設立し、映画・テレビドラマ・テレビ番組・コンサートなどの企画・脚本・プロデュースに当たる。2012年に演劇プロデュースグループ「スタジオQ」を設立。

## 映画
- 夜の片鱗（1964年） - 脚本
- 銭ゲバ (1970年)
- 学園祭の夜 甘い経験 (1970年)
- 喜劇 右むけェ左! (1970年)
- 百万人の大合唱 (1972年)
- どてらい男 (1975年)
- 三億円をつかまえろ (1975年)
- 無力の王 (1981年)
- トルコ行進曲　夢の城 (1984年)
- 妖精フローレンス (1985年)
- 夜の哀しみ (2001年)

## 編著書
- 『魅力的な十人の女性』（彩流社、2021年）